# 唐式遵
唐式遵（1884年—1950年3月27日），字子晋，四川省仁寿县镇子场人，中华民国军事将领，曾經加入中國青年黨。末任中華民國四川省政府主席，1950年國共內戰中在四川戰死，也是唯一戰死的中華民國末任省政府主席。

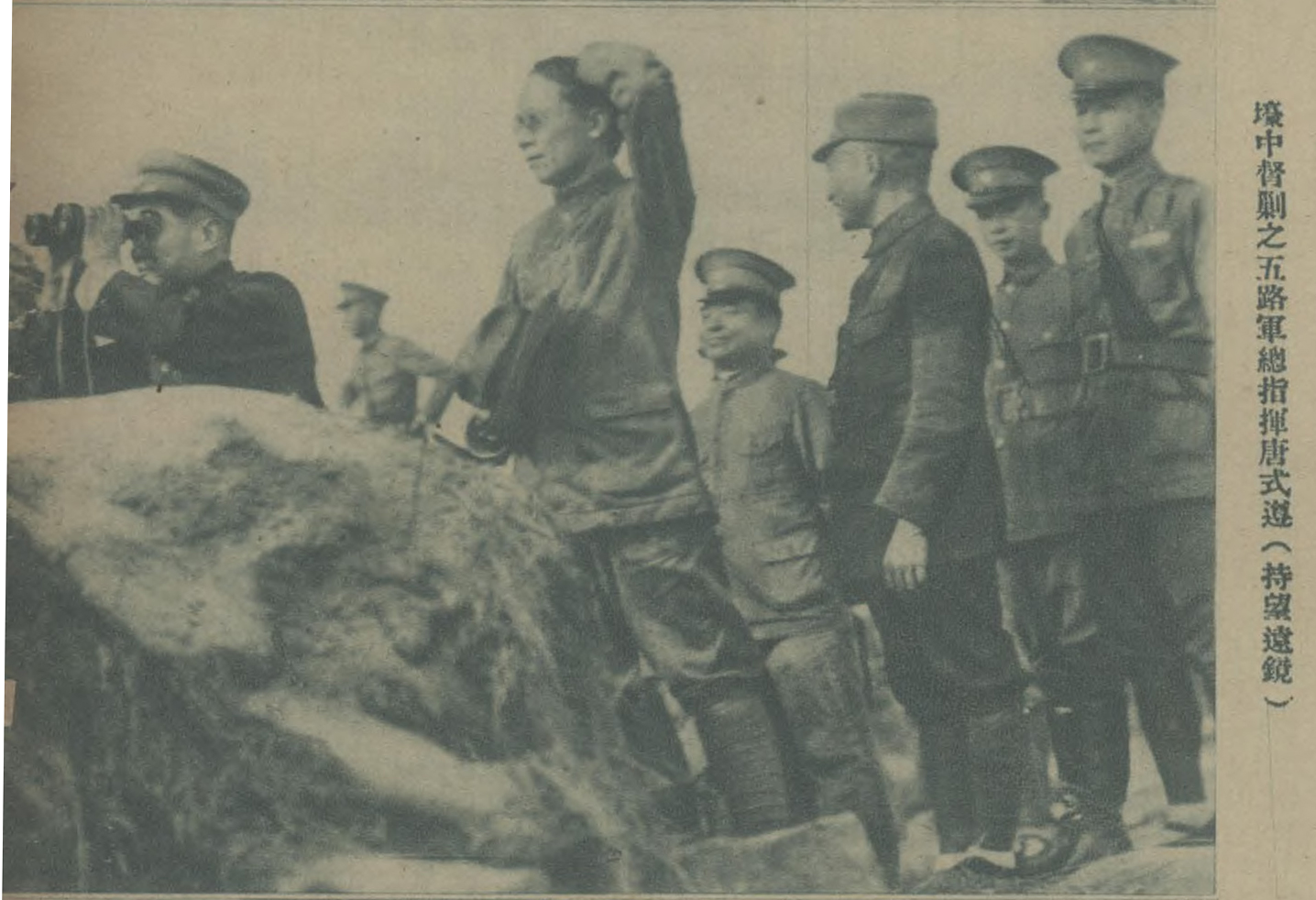
壕中督剿之五路軍總指揮唐式遵

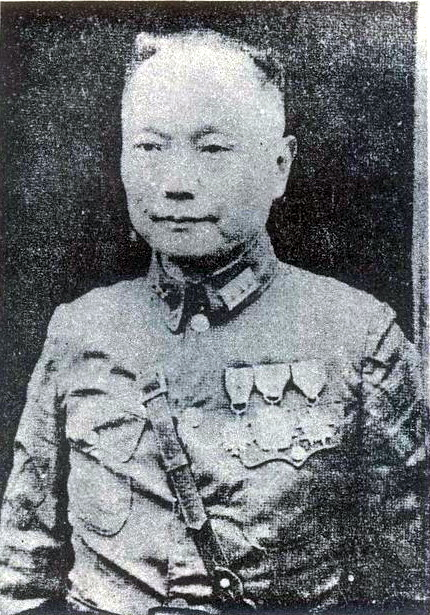

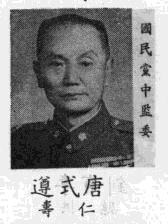

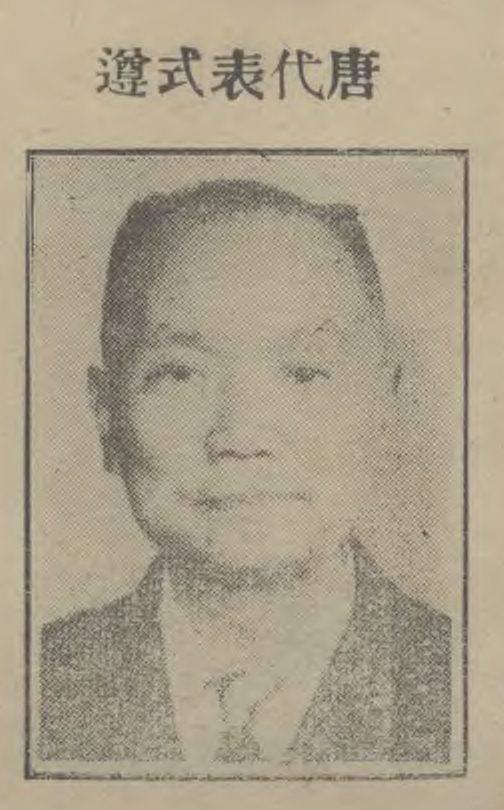

## 生平

### 崛起于川军
光绪十年八月（1884年），唐式遵生于仁寿县镇子场。唐式遵在兄弟四人中排行老大，其父唐辅臣是清朝秀才。唐式遵幼年自仁寿县城鳌峰书院肄业。光绪三十二年（1906年）考入四川陆军弁目队。光绪三十三年（1907年）入军事讲习所。光绪三十四年（1908年）入四川陆军速成学堂，杨森、刘湘、王缵绪、潘文华、鲜英等都是他的同学，后来他们形成了川军中的“速成系”。唐式遵毕业后，被分配到四川陆军第三十三混成协（钟颖为协统）任排长。1910年，西藏达赖在英国人支持下，抗击汉军，造成西藏局势动荡，钟颖奉命率四川陆军一个协共两千多人开入西藏，唐式遵也随军启程，年底该协到达西藏拉萨。不久，该协同藏军发生激战，唐式遵率全排作战，全排伤亡，唐式遵从尸体堆中爬出生还。事平之后，他经印度回到中国内地。
1913年，唐式遵回到四川后，到原四川陆军速成学堂同班同学刘湘的营任连长。1915年8月14日，北京政府任命刘湘为第三团团长，唐式遵升为营长。1916年护国战争中，唐式遵随刘湘为袁世凯抗击护国军，受到嘉奖，唐式遵随刘湘升官，历任营长、团长，后又获授七等文虎章。1918年，四川督军熊克武改编川军，刘湘出任第二师师长，唐式遵任该师第一混成旅旅长，驻合川。1920年6月，滇、黔军之战爆发，刘湘被熊克武任命为川军第二军军长，唐式遵升为该军第三混成旅旅长。12月10日，四川宣布自治，在重庆设四川各军联合办事处。1921年6月6日以后，唐式遵随之升为第二军第二师师长。
当时，湖北督军王占元因为克扣军饷，在湖北武昌和宜昌引发鄂军哗变，湖北当局向四川、湖南请求军事援助以镇压叛乱。熊克武当时正想进攻湖北，使川军出四川以解川军一、二军间的矛盾，故赴湖南长沙与湖南督军赵恒惕商定共同援助湖北。熊克武电令其旧部、第一军军长但懋辛率全军出征；为了发动刘湘组织援鄂军，便又任命刘湘为援鄂军总司令。第二军的唐式遵师长、第一军的但懋辛军长分别担任第一路、第二路总指挥，各自沿长江北岸和南岸向东进行夹击，于8月18日攻占巴东、秭归。此后，他们兵分三路，于9月2日进攻宜昌，唐式遵为三路里的中路，指挥李树勋、潘迥这两个旅和其他两路配合，共同将北洋军击退到保洋码头，北洋军在该码头受到日本、英国、美国水兵掩护。吴佩孚请日本、英国、美国领事出面调停，但实际上并未放松军事斗争。唐式遵则被北洋军言和的假象迷惑，命令前线部队暂缓进攻，结果遭北洋军击溃。唐式遵部退往夔巫，但懋辛部退往云阳，战争结束。
1923年9月，北京政府任命唐式遵为第三十三师师长，随后授予其“重威将军”、陆军中将，并令其兼任重庆商务督办公署督办。 

### 从“安川”到“剿共”
1926年11月27日，刘湘被蒋介石任命为国民革命军第二十一军军长，唐式遵担任该军第一师师长。1927年，唐式遵兼任重庆市政督办公署督办。1930年起，唐式遵兼任渝简马路总局总办，负责修筑渝简公路，该公路1933年完工通车。
唐式遵是国民革命军第二十一军中跟随刘湘时间最长的将领，是四川速成系的骨干之一。刘湘同刘文辉争夺四川时，便首先指使唐式遵联络川军第二十军、第二十八军、第二十九军的各个师旅长，总共94名将领联名通电反对四川省主席刘文辉。通电发出后，受到四川民众拥护。他们还提出了“治川纲要十六条”，大造舆论，以孤立刘文辉。
1933年前后，“安川”战役再度兴起，唐式遵出任第三路总指挥，同刘文辉部作战。1932年12月，正当第二十九军军长田颂尧同第二十四军刘文辉部于成都进行巷战之时，徐向前率中国工农红军第四方面军夺取佛子关，进入
四川省，并于12月5日攻占通江，于12月29日成立了川陕省临时革命委员会，随后分兵两路，分别攻占了南江、巴中，创建川陕苏区。蒋介石闻讯后，于1933年7月7日下令“特派刘湘为四川剿匪总司令”。刘湘联合川军各军击败了刘文辉之后，便组成了六路军围剿川陕苏区。在这六路军当中，刘湘将嫡系第二十一军作为骨干，任命王陵基为第五路军总指挥，范绍增为副总指挥，唐式遵、王缵绪师充当后备军。此后，第五路军在第六路军的配合下，主攻绥定、宣汉、万源等处，这里是红军的东线战场，但红军接连取得胜利。1934年2月，红军趁春节川军休整的时机，于2月12日夜袭位于胡家场的郝耀庭司令部，击毙郝耀庭副司令，其所部也伤亡900人左右。刘湘遂免去王陵基本兼各职，并且将他软禁在成都，任命唐式遵继任第五路军总指挥，唐式遵于3月5日在双河场就任。
1934年7月中旬，红军在万源设前敌总指挥部，开展万源保卫战。7月22日，唐式遵亲自率领所部赴万源前线督战，激战三天后，红军仍然坚守阵地，唐式遵损失惨重，最终溃败。同年8月初，刘湘见无法攻克万源，便发布了惩奖条例，以激励川军官兵。8月5日，第五路军对万源发动最后一次进攻，但仍惨败。8月10日，红军重点进攻第五、六路军之间的结合部，在“六路围剿”的包围圈中打开缺口，红军转守为攻。此后，国民政府方面的六路围剿彻底失畋 。
六路围剿失畋后，刘湘请求蒋介石发兵阻击红军，蒋介石于1935年10月12日任命刘湘为川康绥靖公署主任兼四川省政府主席。此外，蒋介石为分化刘湘的部下，以扩编为由，任命唐式遵为第二十一军军长，唐式遵于11月1日就任。1937年8月，第二十一军整编完成，唐式遵仍然担任军长，范绍增任副军长，该军共辖三个师。

### 出川抗日
抗日战争爆发后，唐式遵将成都的私人住宅捐献出来，作为抗战军费。他还亲自率部出川抗日。他发誓：“敌一日不出国境，一日不还故乡。”唐式遵奉命率所部集中于宜昌后，开赴河南，作战于平汉线方面作战。此后，由于淞沪会战日军获胜，唐式遵部奉命赴安徽广德附近掩护友军撤退。12月1日，唐式遵兼任第二十四军团军团长。
1938年1月初，第七战区司令长官刘湘在汉口的医院内重病之时，已经投靠了蒋介石的唐式遵亲赴医院，向刘湘提出继任刘湘当时兼任的第二十三集团军总司令职务。1月20日，刘湘在汉口病逝，第七战区遭到撤销，唐式遵更加效忠蒋介石，在挤走了第二十四军团副军团长潘文华后，出任第二十三集团军总司令，并且仍兼任第二十一军军长，还指挥第五十师，改为隶属第三战区。1938年，唐式遵任第三战区（司令长官为顾祝同）副司令长官，并且仍兼任第二十三集团军总司令，第二十一军军长则由陈万仞继任。唐式遵先后在新郑、武汉、江苏、浙江、安徽等地以及长江沿岸同日军作战几百次。唐式遵部在负责长江防务期间，先后击伤、击沉五百余艘日本军舰。
1941年1月，皖南事变爆发。当时，唐式遵是皖南地区最高指挥官，然而第三战区司令长官顾祝同认为唐式遵指挥能力不强，难以担任该职务，便临时派上官云相指挥。皖南事变正是在唐式遵的作战地域内发生的，但当时唐式遵又被剥夺了指挥权，只能奉命派出部队并按命令行事。唐式遵固守皖南，保证了皖南23个县的安全，阻止了日军向西推进并由长江登陆。直到抗日战争胜利，
唐式遵率第二十三集团军一直坚守在长江南岸，唐式遵自己也从未回过四川，实践了他在抗日战争初期许下的诺言。

### 第二次国共内战
1945年5月21日，唐式遵当选中国国民党第六届中央监察委员。抗日战争胜利后，唐式遵部奉命进驻上海。同年10月，唐式遵电呈蒋介石，请求解除军职。12月20日，唐式遵调任国民政府军事委员会委员长武汉行营（主任为程潜）副主任。1946年3月，唐式遵被蒋介石电召回到四川，此后他在重庆南温泉原国立政治大学旧址创办了南林学院，并自任董事长，该学院1947年开学。1946年11月，唐式遵当选为仁寿县第一届国民大会代表。1948年3月29日，第一屆國民大會在南京开幕，唐式遵参加了大会。
1949年，中国人民解放军逼近四川、云南、贵州。同年11月28日，蒋介石自重庆轉往成都之后，任命唐式遵为西南军政长官公署副长官兼西南第二路游击总司令，要唐式遵帮助胡宗南固守成都。12月7日，派唐式遵為西南第二路游擊總司令。
1950年1月底，唐式遵得知四川省政府主席王陵基已经被中共方面逮捕，中国人民解放军已占领四川和西康的雅安一线，便当即随羊仁安逃往西昌胡宗南的驻地进行活动，唐式遵想担任四川省政府主席。同年2月某日，胡宗南宴请唐式遵、羊仁安，作陪的还有贺国光、赵龙文、李犹龙等。席间，唐式遵积极表态，唐式遵的老同学贺国光进行配合，胡宗南最终保荐唐式遵出任四川省政府主席，获蒋介石任命。
此后，胡宗南、贺国光多次劝告唐式遵随同他们撤走，唐式遵不听，坚持要作为四川省主席回四川。唐式遵一方面请求援助，另一方面派员赴四川、西康边境各地进行部署。同年3月12日，驻云南、四川的中国人民解放军分成南北两路进逼西昌，打响西昌战役。3月20日，西昌最终正式撒守。唐式遵逃亡，至礼州弃车改为步行，经泸沽进入越嶲，准备由这里回到川南进行游击，同中共方面抗衡。3月27日，唐式遵等人来到越嶲县小山地区的时候，遭到彝民配合解放军包围，战斗到深夜，国军残部全部被消灭，唐式遵戰死。